# Ivana Kapitanović
Ivana Kapitanović (født 17. september 1994) er en kroatisk håndboldspiller, som spiller i rumænske CS Gloria Bistrița-Năsăud og Kroatiens kvindehåndboldlandshold.
Hun fik slutrunde-debut for Kroatien, ved EM håndbold 2018 i Frankrig.